# Daniel Benoin
 (septembre 2024).
Si vous disposez d'ouvrages ou d'articles de référence ou si vous connaissez des sites web de qualité traitant du thème abordé ici, merci de compléter l'article en donnant les références utiles à sa vérifiabilité et en les liant à la section « Notes et références ».
Daniel Benoin est un metteur en scène, auteur, traducteur, comédien et réalisateur français né le 24 octobre 1947 à Mulhouse.

## Biographie
Il fonde le Théâtre de l’Estrade à Paris en 1969, puis devient Directeur artistique du Théâtre Daniel Sorano de Vincennes. Il est nommé, avec Guy Lauzin, codirecteur de la Comédie de Saint-Étienne de 1975 à 1977, puis directeur seul de 1978 à 2002. En octobre 1982, Daniel Benoin crée l’École de la Comédie de Saint-Etienne qui obtient en 2001 le statut d’école nationale supérieure d’art dramatique. En 1988, il crée et préside jusqu’en 2005 la Convention théâtrale européenne qui regroupe plus de 40 théâtres issus de 20 pays. 
En 1996, il est le fondateur et le directeur du Forum du théâtre européen et, en 2000, il crée le Centre européen de la jeune mise en scène. De 2001 à 2009, il est un des sept membres français du Haut Conseil Culturel Franco-Allemand. En 2002, il succède à Jacques Weber à la direction du Théâtre national de Nice où il restera jusqu’à fin 2013. 
Il a été vice-président du comité des Molières et vice-président du SYNDEAC (chargé des CDN) et président de l’association qui regroupe l’ensemble des Centres Dramatiques Nationaux. 
Christine Albanel, ministre de la culture, lui remet les insignes de Chevalier dans l’ordre national de la Légion d’honneur en février 2008. 
En 2013, il est nommé directeur du tout nouveau théâtre d’Antibes, Anthéa. La même année, il crée la compagnie DBP subventionnée par l’Etat, la région PACA, la Ville de Nice et le Conseil général des Alpes-Maritimes. 
En 2019, à l'initiative de la ville de Nice, il crée avec son épouse Nathalie Benoin, le festival Cinéroman qui met à l'honneur les films adaptés de romans.

## Filmographie

### Acteur
- 1974 : Lancelot du Lac de Robert Bresson : Chevalier Giflet
- 1990 : Au-delà de la vengeance de Renaud Saint-Pierre
- 1991 : Bonjour la galère de Caroline Huppert
- 1999 : Les Grandes Bouches de Bernie Bonvoisin
- 2002 : Les Tombales court métrage de Christophe Barratier
- 2002 : Blanche de Bernie Bonvoisin
- 2006 : Fauteuils d'orchestre de Danièle Thompson
- 2008 : Faubourg 36 de Christophe Barratier
- 2011 : Le Grand Georges de François Marthouret
- 2023 : téléfilm Tu ne tueras point de Leslie Gwinner

### Réalisateur
- 1990 : Bal perdu

## Théâtre

### Metteur en scène
- 1971 : Le Mythophage de Georg Kaiser, Paris.
- 1973 : Le Champion de la faim de Franz Kafka, Théâtre Daniel-Sorano Vincennes, festival de Shiraz-Persepolis.
- 1973 : Les Corbeaux de Henry Becque, Théâtre Daniel-Sorano Vincennes, tournée en France et à l'étranger.
- 1974 : Deutsches Requiem de Pierre Bourgeade, Théâtre Daniel-Sorano Vincennes, Paris, tournée en France et à l'étranger.
- 1974 : Monsieur de Pourceaugnac de Molière, Théâtre Daniel-Sorano Vincennes.
- 1974 : La Mandore de Romain Weingarten, Théâtre Daniel-Sorano Vincennes.
- 1975 : Skandalon de René Kalisky, Théâtre Daniel-Sorano Vincennes, Saint-Etienne et tournée FR, étranger.
- 1975 : Woyzeck de Georg Büchner, Festival d'Avignon, Saint-Etienne et tournée FR, étranger.
- 1976 : Étoiles rouges de Pierre Bourgeade, théâtre de l'Odéon.
- 1976 : Le Roi Lear de William Shakespeare.
- 1977 : La Cantatrice chauve d'Eugène Ionesco, Théâtre Daniel-Sorano Vincennes, St-Etienne puis en tournée en France.
- 1977 : Héloïse et Abélard de Roger Vaillant, St-Etienne, Festival d'Avignon.
- 1977 : George Dandin de Molière, Théâtre Daniel-Sorano Vincennes, St-Etienne et tournée Paris, FR.
- 1978 : Hamlet de William Shakespeare, Festival de Saintes, St-Etienne.
- 1978 : Proust ou la passion d'être adaptation Serge Gaubert, St-Etienne, Paris (théâtre des Mathurins) et tour FR, étranger.
- 1979 : Treize flashs pour un rocker, St-Etienne.
- 1979 : Deutsches Requiem de Pierre Bourgeade, St-Etienne.
- 1979 : Cache ta joie de Jean-Patrick Manchette, St-Etienne, Paris (théâtre de Paris), tournée FR, étranger.
- 1980 : Un certain malaise de Gérard Lauzier d'après ses Tranches de Vie, Béziers, St-Etienne tournée FR.
- 1982 : Faust 1 et 2 de Goethe, St-Etienne.
- 1982 : Gimme Shelter de Barrie Keeffe, St-Etienne tournée Paris (Théâtre 13) et FR.
- 1983 : La Chienne dactylographe de Gilles Roignant, Paris (théâtre de la Gaîté-Montparnasse), (Comédie de) St-Etienne.
- 1983 : La Cagnotte d'Eugène Labiche, St-Etienne et tournée FR.
- 1983 : Autant en emporte le vent, adaptation du roman de Margaret Mitchell, Paris (théâtre Marigny), St-Etienne.
- 1983 : Callas de Daniel Benoin, St-Etienne.
- 1985 : Les apparences sont trompeuses de Thomas Bernhard, Paris (théâtre du Rond-Point), St-Etienne.
- 1986 : Ghetto de Joshua Sobol, St-Etienne, MAC(Creteil), tournée FR., étranger.
- 1986 : Lumières troubles de Verena Weiss et Daniel Benoin, St-Etienne.
- 1987 : La Voix humaine de Jean Cocteau, St-Etienne.
- 1988 : Woyzeck de Georg Büchner, Bruxelles (TNB), St-Etienne, MAC (Créteil), tournée FR., étranger.
- 1988 : Tentative de soirée en tenue de suicide de Serge Gaubert, St-Etienne, Paris (théâtre de la Gaîté-Montparnasse), tournée Fr., étranger.
- 1989 : Sigmaringen texte et mise en scène Daniel Benoin, St-Etienne, MAC (Créteil), tournée FR., étranger.
- 1989 : Guerres aux asperges de Pierre Louki, St-Etienne, Paris (théâtre La Bruyère).
- 1991 : Les Sept Portes de Botho Strauss, St-Etienne, Paris (TEP), tournée FR. et étranger.
- 1992 : Personne d'autre (Sa lettre de mariage) de Botho Strauss, St-Etienne, Paris (Théâtre de l'Atelier), tournée FR., étranger.
- 1992 : Le Prix Martin d'Eugène Labiche, St-Etienne, Paris (TEP), tournée FR., étranger.
- 1993 : Le Mal de la jeunesse de Ferdinand Bruckner, St-Etienne, Paris (TEP), tournée FR.
- 1993 : Roméo et Juliette de William Shakespeare, St-Etienne, Paris (TEP), tournée FR.
- 1993 : Quadrille de Sacha Guitry, St-Etienne, Paris (théâtre Silvia-Monfort), tournée FR., étranger.
- 1994 : Les Troyennes d'Euripide, adaptation Jean-Paul Sartre, Tunis, Paris, St-Etienne.
- 1995 : L'Absence de guerre de David Hare, St-Etienne.
- 1995 : Oleanna de David Mamet, St-Etienne, Paris (Théâtre 13), tournée FR.
- 1996 : L'École des femmes de Molière, St-Etienne, Créteil, tournée FR., étranger.
- 1996 : Lucrèce Borgia de Victor Hugo, St-Etienne, Paris, tournée FR., étranger.
- 1997 : Les Variations Goldberg de George Tabori, St-Etienne, Paris (Chaillot).
- 1997 : La Jeune Fille et la mort d'Ariel Dorfman, St-Etienne, Paris (théâtre du Rond-Point).
- 1999 : Top Dogs de Urs Widmer, St-Etienne, théâtre national de Chaillot.
- 1999 : Manque (Crave) de Sarah Kane, St-Etienne, tournée FR., étranger.
- 2000 : Oublier de Marie Laberge, Comédie-Française : (Théâtre du Vieux-Colombier), St-Etienne.
- 2001 : Maître Puntila et son valet Matti de Bertolt Brecht, St-Etienne.
- 2002 : L'Avare de Molière, St-Etienne, Nice, Paris (théâtre Silvia-Monfort), tournée FR., étranger.
- 2002 : Festen de Thomas Vinterberg, Nice (TNN), Paris (théâtre du Rond-Point), tournée FR., étranger.
- 2002 : Misery de Simon Moore d'après Stephen King, Nice (TNN).
- 2003 : Dom Juan de Molière, Nice (TNN).
- 2004 : Sortie de scène de Nicolas Bedos, Nice (TNN), Paris (théâtre Hebertot) tournée FR., étranger.
- 2004 : Gurs, une tragédie européenne de Jorge Semprún, Nice, Paris (théâtre du Rond-Point), Luxembourg et Séville (coproduction).
- 2004 : A.D.A. L'Argent des autres de Jerry Sterner, Nice (TNN), tournée FR. et étranger.
- 2005 : Maître Puntila et son valet Matti de Bertolt Brecht, Nice (TNN).
- 2006 : La Cantatrice chauve d'Eugène Ionesco, Nice (TNN), Paris (théâtre Silvia-Monfort), tournée FR., étranger.
- 2007 : Faces d'après le film de John Cassavetes, Nice, Nanterre (théâtre des Amandiers) tournée FR., étranger.
- 2007 : Le Nouveau Testament de Sacha Guitry, Nice, Nanterre (théâtre des Amandiers) tournée FR., étranger.
- 2008 : Rock'n Roll de Tom Stoppard, Nice (TNN).
- 2009 : Le Roman d'un trader, de Jean-Louis Bauer, Nice, tournée Paris, FR. et étranger.
- 2009 : A.D.A. L'Argent des Autres de Jerry Sterner, Nice, retransmis le 31 octobre sur France 2 en direct.
- 2010 : Le Collectionneur de Christine Orban et Olivier Orban, Nice (TNN).
- 2010 : Le Rattachement de Didier Van Cauwelaert, Nice (Palais Sarde).
- 2010 : Des jours et des nuits à Chartres de Henning Mankell, Nice (TNN), tournée à Paris, en France et à l'étranger.
- 2012 : Du moment que ça marche (whatever works) de Woody Allen, Nice (TNN), Théâtre Marigny (Paris).
- 2012 : L'Enterrement, de Thomas Vinterberg et Mogens Rukovmise, (théâtre du Rond-Point), Nice (TNN).
- 2013: La Contrebasse de Patrick Süskind, Nice (TNN), Théâtre de Paris, en tournée.
- 2015 : Le Souper de Jean-Claude Brisville, Théâtre Anthéa, Antibes. Tournée à Paris (théâtre de la Madeleine), en France et à l'étranger.
- 2016 : Ça va ? de Jean-Claude Grumberg, Théâtre Anthéa, Antibes.Tournée à Paris (théâtre du Rond-Point), en France et à l'étranger.
- 2016 : Le Remplaçant d'Agnès Desarthe, Théâtre Anthéa, Antibes.
- 2017 : Misery – d’après Stephen King - traduction de Viktor Lazlo - Théâtre Anthéa, Antibes et reprise à Paris au Théâtre Hébertot.
- 2018 : Tu te souviendras de moi de François Archambault (adaptation Philippe Caroit) - Théâtre Anthéa, Antibes et reprise à Paris au Théâtre de Paris.
- 2019 : L'Avare de Molière, Théâtre Anthéa, Antibes.
- 2020 : L'Avare de Molière, Théâtre des Variétés, Paris.
- 2021 : Disgraced d'Ayad Akhtar, Théâtre Anthéa, Antibes.
- 2022 : Inconnu à cette adresse de Kressmann Taylor, Théâtre Anthéa, Antibes.
- 2023 : Il a la côte Devos! d'après les textes de Raymond Devos, Théâtre Anthéa, Antibes et tournée en France.
- 2024 : ADA : l'Argent des Autres de Jerry Sterner, Théâtre Anthéa, Antibes
- 2024 : reprise en tournée de Il a la côte Devos! d'après les textes de Raymond Devos, Théâtre Anthéa, Antibes et tournée en France.

### Mise en scène à l'étranger
- 1980 : Erzengel flippern nicht de Dario Fo, Bochum (Allemagne).
- 1982 : Sparschwein de Eugène Labiche, en collaboration avec Botho Strauss, Brême (Allemagne).
- 1986 : Ghetto de Joshua Sobol, Köln (Allemagne).
- 1987 : Ghetto de Joshua Sobol, KNS d'Anvers (Belgique).
- 1987 : Woyzeck de Georg Büchner, Berlin (Allemagne).
- 1988 : Woyzeck de Georg Büchner, KNS d'Anvers (Belgique).
- 1990 : Cache ta joie de Jean-Patrick Manchette, KNS d'Anvers (Belgique).
- 1993 : Les brigands de Friedrich von Schiller, Festival de Bad Hersfeld (Allemagne).
- 1994 : Absence of war de David Hare, Schauspiel Bonn (Allemagne).
- 1997 : Dom Juan de Molière, KNS d'Anvers (Belgique).
- 1998 : Herr Puntila und sein knecht Matti de Bertolt Brecht, Schauspiel Bonn (Allemagne).
- 1999 : Den Girige (L'Avare) de Molière, Stadsteatern de Stockholm (Suède).
- 2000 : Les troyennes de Sénèque, Centro Andaluz de teatro de Seville (Espagne).
- 2005 : L'école des femmes de Molière, Göteborgs Stadstheater (Suède).
- 2006 : Gurs: une tragédie Européenne de Jorge Semprún, Berliner Ensemble (Allemagne).

### Auteur
- Sigmaringen, Actes Sud-Papiers, mai 1990

## Opéra
- 1971 : Héloïse et Abélard de Akira Tamba, Festival d'Avignon.
- 1987 : La Voix humaine de Poulenc, St-Etienne.
- 1992 : Scipio de Haendel, Badisches Staatstheater, Karlsruhe (Allemagne).
- 2003 : La Bohème de Puccini, Opéra de Nice.
- 2005 : Nabucco de Verdi, Opéra National de Corée (Séoul).
- 2006 : La Bohème de Puccini, Opéra de Trieste (Italie).
- 2006 : Woyzeck d'Alban Berg, Opéra de Nice.
- 2007 : Madame Butterfly de Puccini, Opéra de Salerno (Italie)
- 2011 : La marquise d'O de René Koering, Opéra de Monaco.
- 2011 : La Bohème de Puccini, Opéra de Toulon.
- 2013 : Madame Butterfly de Puccini, Opéra de Nice.
- 2014 : Madame Butterfly de Puccini, Anthéa- théâtre d'Antibes.
- 2014 : Avec Brio! textes de Michel Serres, récital Béatrice Uria-Mozon, Anthéa- théâtre d'Antibes.
- 2014 : Dreyfus de Didier Van CAUWELAERT, Opéra de Nice.
- 2015: Une Tragédie Florentine d'Alexander von Zemlinsky, Opéra de Monte-Carlo.
- 2016 : La Chauve-Souris de Johan Strauss, Opéra de Trieste (Italie).
- 2017 : La bohème de Giacomo Puccini, Anthéa- théâtre d’Antibes.
- 2017 : Carmen de Georges Bizet, Opéra de Nice/ Anthéa- théâtre d’Antibes.
- 2018 : Les noces de Figaro de Wolfgang Amadeus Mozart, Opéra de Nice/ Anthéa- théâtre d’Antibes.
- 2019 : Don Giovanni de Wolfgang Amadeus Mozart, Opéra de Nice/ Anthéa- théâtre d’Antibes.
- 2020 : Cosi Fan Tutte de Wolfgang Amadeus Mozart, Opéra de Nice/ Anthéa- théâtre d’Antibes.
- 2021 : Don Giovanni de Wolfgang Amadeus Mozart, Opéra de Toulon.
- 2021 : Madame Butterfly de Puccini, Opéra de Toulon.
- 2022 : Macbeth de Giuseppe Verdi, Opéra de Nice/ Anthéa- théâtre d’Antibes.
- 2023 : Falstaff de Giuseppe Verdi, Opéra de Nice/ Anthéa- théâtre d’Antibes.
- 2024 : Madame Butterfly de Giacomo Puccini, Opéra de Nice/ Anthéa- théâtre d’Antibes/ Opéra de Vichy.